# Dobre (jezioro w powiecie złotowskim)
Dobre – jezioro w woj. wielkopolskim, w powiecie złotowskim, w gminie Jastrowie, leżące na Równinie Wałeckiej.

## Dane morfometryczne
Powierzchnia zwierciadła wody według różnych źródeł wynosi od 40,0 ha przez 43,6 ha do 46,10 ha (lustra wody i ogólna).
Zwierciadło wody położone jest na wysokości 103,9 m n.p.m. lub 103,8 m n.p.m. Średnia głębokość jeziora wynosi 3,9 m, natomiast głębokość maksymalna 8,1 m.
Na podstawie badań przeprowadzonych w roku wody jeziora zaliczono do klasy czystości.

## Hydronimia
Według danych z państwowego rejestru nazw geograficznych urzędowa nazwa tego jeziora to Dobre.
Według spisu opracowanego przez Komisję Nazw Miejscowości i Obiektów Fizjograficznych (KNMiOF) nazwa tego jeziora to Dobre Jezioro.
Dane z państwowego rejestru nazw geograficznych podają oboczne nazwy tego jeziora: Dobra, Dobre Jezioro.